# Tristan Gale
Tristan Gale (Ruidoso, 10 agosto 1980) è un'ex skeletonista statunitense, prima atleta ad aggiudicarsi la medaglia d'oro olimpica nel singolo femminile, specialità introdotta nell'edizione di Salt Lake City 2002.
Dal 2008 ha assunto il cognome Gale Geisler in seguito al suo matrimonio.

## Biografia
Si avvicinò allo skeleton nei primi anni 2000 quando il suo compagno di allora, il coetaneo Steven Holcomb, che diventerà in seguito uno dei bobbisti più vittoriosi della sua generazione, partecipò a una sessione di test per la squadra nazionale statunitense di cui già faceva parte da qualche stagione, da tenersi sulla pista dello Utah Olympic Park, a Park City, la quale avrebbe poi ospitato le Olimpiadi di Salt Lake City 2002.
Iniziò a gareggiare nel 2000, debuttando nel circuito continentale della Coppa Nordamericana e vincendo il trofeo al termine di quella stessa stagione.
All'età di 21 anni prese parte ai Giochi olimpici invernali di Salt Lake City 2002 entrando nella storia come la prima atleta a vincere l'oro olimpico nella nuova specialità del singolo femminile, introdotta proprio nell'edizione casalinga del 2002; nell'occasione precedette la connazionale Lea Ann Parsley (argento), e la britannica Alex Coomber (bronzo). 
Ottenne il suo unico podio in Coppa del Mondo, che fu anche una vittoria, il 30 novembre 2002 a Park City, seconda tappa della stagione 2002/03, imponendosi nel singolo; detiene quale miglior piazzamento in classifica generale il terzo posto, raggiunto al termine di quella stessa stagione.
Conta anche due partecipazioni ai campionati mondiali con una medaglia di bronzo conquistata nel singolo a Nagano 2003. Si mise inoltre in luce nelle categorie giovanili vincendo una medaglia di bronzo ai mondiali juniores di Schönau am Königssee 2003.
Dopo aver mancato la qualificazione per le olimpiadi di Torino 2006, Tristan Gale interruppe l'attività agonistica, ritornando due anni dopo in Coppa Nordamericana e il 12 gennaio 2008 disputò l'ultima gara della sua carriera nella sua Park City.

## Palmarès

### Olimpiadi
- 1 medaglia:
  - 1 oro (singolo a Salt Lake City 2002).

### Mondiali
- 1 medaglia:
  - 1 bronzo (singolo a Nagano 2003).

### Mondiali juniores
- 1 medaglia:
  - 1 bronzo (singolo a Schönau am Königssee 2003).

### Coppa del Mondo
- Miglior piazzamento in classifica generale: 3ª nel 2002/03.
- 1 podio (nel singolo):
  - 1 vittoria.

#### Coppa del Mondo - vittorie
| Data             | Luogo     | Paese       | Disciplina |
| ---------------- | --------- | ----------- | ---------- |
| 30 novembre 2002 | Park City | Stati Uniti | singolo    |

### Circuiti minori

#### Coppa Nordamericana
- Vincitrice della classifica generale nel 2000/01;
- 3 podi (tutti nel singolo):
  - 3 vittorie.